# Цикоријевка
Цикоријевка (лат. Lactarius camphoratus) је јестива гљива. Налази се посебно крај храстова, кестена и букава, а на вишим крајевима крај смрча. Воли се смјестити и у звјездастој маховини.

## Клобук
Клобук је најчешће величине 2-6 cm, најприје је звонолико-чуњаст, убрзо са удубљеном средином. Руб је понешто подвијен, убрзо испружен, оштар и танак, често ребрасто наборан, понекад и урезан, првобитно са магличастом превлаком која се отире и ишчезава старењем. У удубљеном тјемену већином, иако не увијек, налази се ушиљена, купаста избочина (papilla). Кожица је сува и без сјаја, готово храпава, често јамичаста, уско и танко радијално набрана, понекад и ребраста, но без тона. Боје јетре или црвеноциметне, у младости к тому и са љубичастим или винскицрвеним одсјајем, у старости помало блијеђи у меснатоцрвенкастом тону. Тјеме је већином нешто тамније.

## Листићи
Листићи су силазни, густи, са различито дугим ламелулама, измијешани, понекад са њима и срасли тако да дјелују рачвасто. Уобичајено су 2-3 милиметра широки, ружичастосмеђи, па црвеносмеђи с лила дашком, по оштрици опрашени, а од млијека, које се груша, зрнасто.

## Отрусина
Отрусина је боје мласаца.

## Млијеко
Млијеко је воденасто бијело, али не прозирно, код младих обилно, код старијих све оскудније, често незамјетно.

## Стручак
Стручак је 3-7/0,5-0,8 cm, ваљкаст, или у дну корјенасто снужен. Често искривљен, понекад и уздужно наборан. Црвенкастосмеђ, надоље све тамније, при дну готово црн. Млађи су ружичастобијело замагљен. Иначе је пун, али са временом постаје цјевасто шупаљ.

## Месо
Месо је танко, крхко, у клобуку је бијело, жућкасто прожето, под кожицом црвеносмеђе, у стручку боје споља – проводњено је и у клобуку црвеносмеђе. Укус је потпуно благ, готово сладак. Мирис свјеже гљиве подсјећа на стјенице, код осушене (након 2-3 дана па све до 2-3 године) врло угодно зачински, понекад подсјећа и на тамјан.

## Хемијске реакције
На гвајак у месу смјеста ружичастосмеђа, послије десетак минута загаситосмеђезелена. На KOH смјеста сивомаслинастосмеђа.

## Јестивост
Употребљава се као зачин (у мањим количинама) за многа јела, не само од гљива. Гљиве осушити, стуцати у прах и похранити у стакленке, гдје годинама задржавају свој мирис.

## Сличне врсте
Низ омањих црвенастосмеђих мљечњача може јој јако наликовати, но једино у свјежем стању, кад миришу на стјенице. Блага мљечњача (Lactarius subdulcis) расте већином у грмовима од по 5-10 комада, има, за разлику, бијеле листиће са жућкастом оштрицом. Варљива мљечњача (Lactarius decipiens), разликује се по млијеку које пожути, веома је честа у листопадним шумама. Храстова мљечњача (Lactarius quietus), је обрнуто зонирана, а без избочине. Ниједна од ових нејестивих или једва јестивих мљечњача нема мирис на цикорију у сувом стању. Риђа мљечњача (Lactarius rufus) је ријетка црногорична гљива. Има пекуће-љуто млијеко и месо.